# Tak for alt i det gamle år
Tak for alt i det gamle år er en dansk sang fra 1953 med tekst og melodi af Claus og Grete Walter.

## Om sangen
Grete Walter indsang selv nytårsnummeret i 1953, og siden har flere danske solister bl.a. Gy Holdorf (1958), Lørdagspigerne (1965), Grethe Mogensen (1967), Daimi (1978), Otto Brandenburg (1987) samt Kim Larsen & Kjukken (2004) indspillet sangen på diverse album.
I en anmeldelse af Kim Larsens 2004-album Glemmebogen - Jul & nytår, mener forfatteren og sognepræsten Søren E. Jensen, at Kim Larsen & Kjukkens musikalske fremførelse af nummeret langt overgår Walters originale indspilning (1953), idet Kjukkens version er en genial fortolkning med dens halvakustiske akkompagnement og en Larsen der fremfører teksten sikkert. Sognepræsten giver følgende bedømmelse: "Man fornemmer, at det ikke bare er det moralske årsregnskab, der stilles til skue for den kærlige kone nytårsaften; det er hele ens mere eller mindre elendige livsførelse, som blotlægges, og måske ikke bare for konen, men også for en højere magt."

## Eksternt link
- Grethe Mogensens 1967-version af "Tak for alt i det gamle år", youtube.com
- Kim Larsen & Kjukkens 2004-version, youtube.com